# اندیس ایجو۱
ایجو۱ یک اندیس فلزی است که در حوالی شهر دهج استان کرمان قرار دارد و مادهٔ معدنی موجود در آن، طلا است.  